# Санкт-Мартин (Граубюнден)
Санкт-Мартин (нем. St. Martin GR) — деревня и бывшая коммуна в Швейцарии, в кантоне Граубюнден.
До 2014 года имела статус отдельной коммуны. 1 января 2015 года вошла в состав коммуны Вальс. Входит в состав региона Сурсельва (до 2015 года входила в округ Сурсельва).
Население коммуны составляло 35 человек (на 31 декабря 2013 года). Официальный код — 3598.
Санкт-Мартин был электрифицирован в 1972—1973 годах, позднее остальных коммун Швейцарии.